# Эль-Мардж
Эль-Мардж (араб. المرج‎) — город в муниципалитете Эль-Мардж, Ливия. Население — 54 436 чел. (на 2010 год).

## История
В VII веке до н. э. на месте Эль-Марджа располагалась греческая колония Барка. Она была захвачена персами в 512 году до н. э., затем была присоединена к государству Птолемеев после смерти Александра Македонского в 323 году до н. э. Эль-Мардж перешёл под контроль арабского военачальника Амр ибн аль-Аса в 641 году.
В 1842 году в городе был построен османский укреплённый форт. Итальянцы активно участвовали в развитии города в 1913-1941 годах.
Эль-Мардж был столицей оккупированной Великобританией Киренаики с 1942 по 1943 год.
21 февраля 1963 года большая часть города была разрушена 5,6-балльным землетрясением, в результате которого погибло около 300 человек и ранено ещё 500. Эль-Мардж был окончательно восстановлен только в 1970 году.

## Климат
| Показатель              | Янв. | Фев. | Март | Апр. | Май  | Июнь | Июль | Авг. | Сен. | Окт. | Нояб. | Дек. | Год   |
| ----------------------- | ---- | ---- | ---- | ---- | ---- | ---- | ---- | ---- | ---- | ---- | ----- | ---- | ----- |
| Средний максимум, °C    | 14,5 | 15,1 | 17,9 | 21,7 | 24,6 | 27,9 | 28,0 | 28,7 | 27,6 | 25,4 | 21,5  | 16,2 | 22,4  |
| Средняя температура, °C | 10,4 | 11,0 | 13,0 | 16,1 | 18,6 | 22,3 | 23,6 | 23,7 | 22,7 | 20,3 | 16,6  | 12,1 | 17,5  |
| Средний минимум, °C     | 6,2  | 6,9  | 8,1  | 10,5 | 12,6 | 16,7 | 19,2 | 18,8 | 17,8 | 15,2 | 11,6  | 8,1  | 12,6  |
| Норма осадков, мм       | 88,2 | 59,6 | 41,8 | 15,7 | 5,3  | 1,3  | 0,5  | 0,9  | 6,8  | 35,7 | 46,1  | 84,8 | 386,7 |
| Источник: ,             |      |      |      |      |      |      |      |      |      |      |       |      |       |